# Soldier's Girl
Soldier's Girl (bra Um Amor na Trincheira) é um filme canado-estadunidense de 2003, do gênero drama biográfico-policial, dirigido por Frank R. Pierson, com roteiro de Ron Nyswaner baseado na história real do soldado Barry Winchell, que se apaixona pela transexual Calpernia Addams e é assassinado pelos colegas de quartel.

## Elenco
- Troy Garity — Barry Winchell
- Lee Pace — Calpernia Addams/Scottie
- Andre Braugher — Carlos Diaz
- Shawn Hatosy — Justin Fisher
- Philip Eddolls — Calvin Glover
- Merwin Mondesir — Henry Millens
- Dan Petronijevic — Collin Baker

## Prêmios e indicações
- Duas indicações ao Emmy - melhor diretor (Frank Pierson)[carece de fontes?] e melhor maquiagem (Raymond Mackintosh e Russell Cate)[carece de fontes?]
- Premiado pelo Gotham Award - Melhor performance revelação para Lee Pace[carece de fontes?]